# Polonnaruwa (stad)
Polonnaruwa (Singalees: Pŏḷŏnnaruva; Tamil: Pŏlaṉṉaṛuvai) is een stad in de Noordelijke Centrale Provincie op Sri Lanka. Het is de hoofdstad van het gelijknamige district Polonnaruwa.

## Geschiedenis
Polonnaruwa werd de tweede koningsstad van Sri Lanka omstreeks 1070 na Christus onder koning Vijayabahu I. Polonnaruwa was beter te beschermen tegen aanvallen vanuit zowel het zuiden van India als vanuit het zuidoosten van Sri Lanka zelf. Een ander voordeel bleek dat er minder muskieten zitten. In 1284 volgde Dambadeniya Polonnaruwa op als hoofdstad.

## Bezienswaardigheden
De historische kern is jonger dan Anuradhapura en dat is te zien aan de restanten. Deze zijn in veel betere staat dan die in Anuradhapura.
Enkele van de belangrijkste bezienswaardigheden in de historische kern zijn
- de audiëntiezaal
- de Vatadage dagoba met vier zittende boeddha's uit de regeringsperiode van Parakramabahu I (1153–1186)
- hindoeïstische Siva Devala-tempels (10e en 13de eeuw)
- stupa's en de Gal Vihara
- een groep van vier boeddhabeelden gehouwen uit één steen, kunstmatig waterreservoir (2400 ha).
- Het koninklijk paleis was ooit een imposant gebouw met 7 verdiepingen, nu nog bestaand uit 2 verdiepingen. De bovenste vijf waren van hout en zijn inmiddels vergaan.
- Het Vierkant omvat 12 ruïnes. Hieronder vallen:
  - de Vatadage, een ronde stupa
  - de Thuparama, de enige Boeddhistische tempel uit die tijd waar nog een dak op zit
  - de Hatadage, een oude tempel van de tand, waar vroeger de hoektand van Boeddha heeft gelegen.
  - de Atadage, nog een oude tempel van de tand en het enige overgebleven gebouw hier uit de tijd van koning Vijayabahu I
  - de Gal Pota, een 9 bij 1,5 meter grote steen met inscripties uit de tijd van koning Nissanka Malla.
- De Rankot Vihara is na de grote drie dagobas in Anuradhapura de grootste dagoba van Sri Lanka, met een hoogte van 55 meter.
- De Gal Vihira wordt gezien als het hoogtepunt van de Sri Lankaanse beeldhouwkunst. Het zijn 4 beelden van Boeddha allemaal gehouwen uit één blok steen. De 7 meter hoge staande Boeddha wordt gezien als mooiste. Daarnaast is er nog een 14 meter lange liggende, en 2 zittenden.

Heilige stad Anuradhapura · Oude stad Galle en vestingwerken · Gouden tempel van Dambulla · Heilige stad Kandy · Oude stad Polonnaruwa · Oude stad Sigiriya · Woudreservaat Sinharaja
- Library of Congress Control Number: n84018990
- Nationale Bibliotheek van Israël: 987007557508505171
- Virtual International Authority File: 123200948